# پریوینا گلاوا (روستا)
پریوینا گلاوا (به لاتین: Privina Glava) یک منطقهٔ مسکونی در کرواسی است که در Šid Municipality واقع شده‌است. پریوینا گلاوا ۲۲۱ نفر جمعیت دارد.